# حمدي الصافي
حمدي عوض الصافي (مواليد 10 أبريل 1972) هو لاعب كرة طائرة مصري سابق.شارك مع منتخب مصر في أولمبياد 2000.